# Branko Gračanin
Branko Gračanin (Zágráb, 1943. október 19. –) jugoszláv válogatott horvát labdarúgó, hátvéd.

## Pályafutása

### Klubcsapatban
1963 és 1965 között a Trešnjevka Zagreb, 1965 és 1972 között a Dinamo Zagreb labdarúgója volt. A Dinamo csapatával egy jugoszlávkupa-győzelmet ért el. Tagja volt az 1966–67-es idényben VVK-győztes csapatnak. 1972 és 1978 között Franciaországban játszott. 1972 és 1974 között az Istres, 1974–75-ben az FC Mulhouse, 1975 és 1978 között a Saint-Dié játékosa volt.

### A válogatottban
1968 és 1970 között tíz alkalommal szerepelt a jugoszláv válogatottban és egy gólt szerzett.

## Sikerei, díjai
Dinamo Zagreb
- Jugoszláv bajnokság
  - 2. (3): 1965–66, 1966–67, 1968–69
- Jugoszláv kupa
  - győztes: 1969
  - döntős (2): 1966, 1972
- Vásárvárosok kupája (VVK)
  - győztes: 1966–67

## Statisztika

### Mérkőzései a jugoszláv válogatottban
| Jugoszlávia | Jugoszlávia          | Jugoszlávia                               | Jugoszlávia   | Jugoszlávia | Jugoszlávia  | Jugoszlávia  | Jugoszlávia | Jugoszlávia |
| #           | Dátum                | Helyszín                                  | Hazai         | Eredmény    | Vendég       | Kiírás       | Gólok       | Esemény     |
| ----------- | -------------------- | ----------------------------------------- | ------------- | ----------- | ------------ | ------------ | ----------- | ----------- |
| 1.          | 1968. december 17.   | Rio de Janeiro, Maracanã Stadion          | Brazília      | 3 – 3       | Jugoszlávia  | barátságos   | -           |             |
| 2.          | 1968. december 22.   | Mar del Plata, Estadio General San Martín | Argentína     | 1 – 1       | Jugoszlávia  | barátságos   | -           |             |
| 3.          | 1969. február 26.    | Split, Stadion pod Marjanom               | Jugoszlávia   | 2 – 1       | Svédország   | barátságos   | -           | 46'         |
| 4.          | 1969. április 30.    | Barcelona, Camp Nou                       | Spanyolország | 2 – 1       | Jugoszlávia  | vb-selejtező | -           |             |
| 5.          | 1969. június 4.      | Helsinki, Olimpiai Stadion                | Finnország    | 1 – 5       | Jugoszlávia  | vb-selejtező | -           |             |
| 6.          | 1969. szeptember 3.  | Belgrád, JNA Stadion                      | Jugoszlávia   | 1 – 1       | Románia      | barátságos   | -           |             |
| 7.          | 1969. szeptember 24. | Belgrád, JNA Stadion                      | Jugoszlávia   | 1 – 3       | Szovjetunió  | barátságos   | -           |             |
| 8.          | 1969. október 19.    | Szkopje, Stadion Gradski Park             | Jugoszlávia   | 4 – 0       | Belgium      | vb-selejtező | -           |             |
| 9.          | 1970. április 8.     | Szarajevó, Stadion Koševo                 | Jugoszlávia   | 1 – 1       | Ausztria     | barátságos   | -           |             |
| 10.         | 1970. április 12.    | Belgrád, JNA stadion                      | Jugoszlávia   | 2 – 2       | Magyarország | barátságos   | 1           | 48'         |
|             | Összesen             |                                           |               | 10          | mérkőzés     |              | 1           | gól         |